# Bosnië en Herzegovina op de Olympische Winterspelen 1994
Tijdens de Olympische Winterspelen van 1994 die in Lillehammer werden gehouden nam Bosnië en Herzegovina deel met 2 alpineskiërs, 5 bobsleeërs, 1 langlaufer en 2 rodelaars. Er werden geen medailles verdiend.

## Deelnemers en resultaten
(m) = mannen, (v) = vrouwen 

### Alpineskiën
| Olympiër          | Discipline       | Resultaat | Prestatie                                               |
| ----------------- | ---------------- | --------- | ------------------------------------------------------- |
| Enis Bećirbegović | reuzenslalom (m) | DNF-1     | run 1: opgave                                           |
|                   |                  |           |                                                         |
| Arijana Boras     | slalom (v)       | 27e       | run 1: 1.10,92 run 2: 1.07,80 totaal: 2.18,72 (+ 22,71) |

### Bobsleeën
| Olympiër                                                | Discipline                            | Resultaat | Prestatie                                                                     |
| ------------------------------------------------------- | ------------------------------------- | --------- | ----------------------------------------------------------------------------- |
| Zdravko Stojnić Zoran Sokolović                         | 2-mansbob (m) Bosnië en Herzegovina I | 33e       | run 1: 54,76 run 2: 54,83 run 3: 54,82 run 4: 54,66 totaal: 3.39,07 (+ 8,26)  |
| Zoran Sokolović Izet Haračić Nizar Zaciragić Igor Boras | 4-mansbob (m) Bosnië en Herzegovina I | 29e       | run 1: 54,77 run 2: 54,80 run 3: 55,10 run 4: 55,10 totaal: 3.39,77 (+ 11,99) |

### Langlaufen
| Olympiër    | Discipline                    | Resultaat | Prestatie                                                     |
| ----------- | ----------------------------- | --------- | ------------------------------------------------------------- |
| Bekim Babić | 10 km klassiek (m)            | 84e       | 30.44,3 (+ 6.24,2)                                            |
| Bekim Babić | achtervolging 10 km+15 km (m) | 74e       | 10 km: 30.44 15 km: 46.59,6 achterstand op winnaar: + 17.34,8 |

### Rodelen
| Olympiër          | Discipline | Resultaat | Prestatie                                                                           |
| ----------------- | ---------- | --------- | ----------------------------------------------------------------------------------- |
| Nedžad Lomigora   | mannen     | 31e       | run 1: 53,254 run 2: 53,126 run 3: 54,725 run 4: 53,023 totaal: 3.34,128 (+ 12,557) |
| Verona Marjanović | vrouwen    | 23e       | run 1: 50,586 run 2: 51,707 run 3: 51,365 run 4: 51,121 totaal: 3.24,779 (+ 9,262)  |

Amerikaanse Maagdeneilanden · Amerikaans-Samoa · Andorra · Argentinië · Armenië · Australië · België · Bermuda · Bosnië en Herzegovina · Brazilië · Bulgarije · Canada · Chili · China · Chinees Taipei · Cyprus · Denemarken · Duitsland · Estland · Fiji · Finland · Frankrijk · Georgië · Griekenland · Groot-Brittannië · Hongarije · IJsland · Israël · Italië · Jamaica · Japan · Kazachstan · Kirgizië · Kroatië · Letland · Liechtenstein · Litouwen · Luxemburg · Mexico · Moldavië · Monaco · Mongolië · Nederland · Nieuw-Zeeland · Noorwegen · Oekraïne · Oezbekistan · Oostenrijk · Polen · Portugal · Puerto Rico · Roemenië · Rusland · San Marino · Senegal · Slovenië · Slowakije · Spanje · Trinidad en Tobago · Tsjechië · Turkije · Verenigde Staten · Wit-Rusland · Zuid-Afrika · Zuid-Korea · Zweden · Zwitserland